# Margaret Island
Margaret Island är en ö i Kanada.   Den ligger i territoriet Nunavut, i den norra delen av landet, 3 500 km norr om huvudstaden Ottawa. Arean är 9,5 kvadratkilometer.
Terrängen på Margaret Island är platt. Öns högsta punkt är 157 meter över havet. Den sträcker sig 5,8 kilometer i nord-sydlig riktning, och 2,5 kilometer i öst-västlig riktning.
Trakten runt Margaret Island består i huvudsak av gräsmarker.